# Xadrez para Todos
Xadrez para Todos: uma ferramenta pedagógica é o título de um livro sobre enxadrismo de autoria de Valésio Pinto, Francisco Cavalcanti. É considerado o primeiro livro dedicado ao xadrez que ensina princípios enxadrísticos por meio de versos de literatura de cordel, além do uso de textos em prosa e diagramas. Possui ainda um capítulo dedicado exclusivamente ao Xadrez aleatório de Fischer. Foi publicado no Brasil pela Editora Bagaço em 2005.
Segundo o autor Valésio Pinto, o grande contributo da proposta do livro baseia-se em dois alicerces:
- A visão da literatura de cordel como valorização da cultura nordestina;
- A promissora modalidade criativa do Xadrez de Fischer que insere inovações dentro de um vasto arcabouço de livros tradicionais de xadrez.

## Os versos de cordel
Os versos de cordel são utilizados como apoio ao texto em prosa explicativo no capítulo primeiro da obra, que trata dos fundamentos do xadrez, e no capítulo sexto, que trata sobre os princípios e as regras do Xadrez de Fischer.

## Os autores
Valésio Pinto é analista de sistemas com especialização em Information and Computer Engineering pela Polytech University Japan em 1998. Francisco Cavalcanti é Mestre FIDE e instrutor de xadrez. O prefácio da obra, denominado O Raciocínio Lúdico, é de autoria do Professor de Lógica da Universidade Federal da Paraíba, Damião Ramos Cavalcanti.